# Новосветловка (Луганская область)

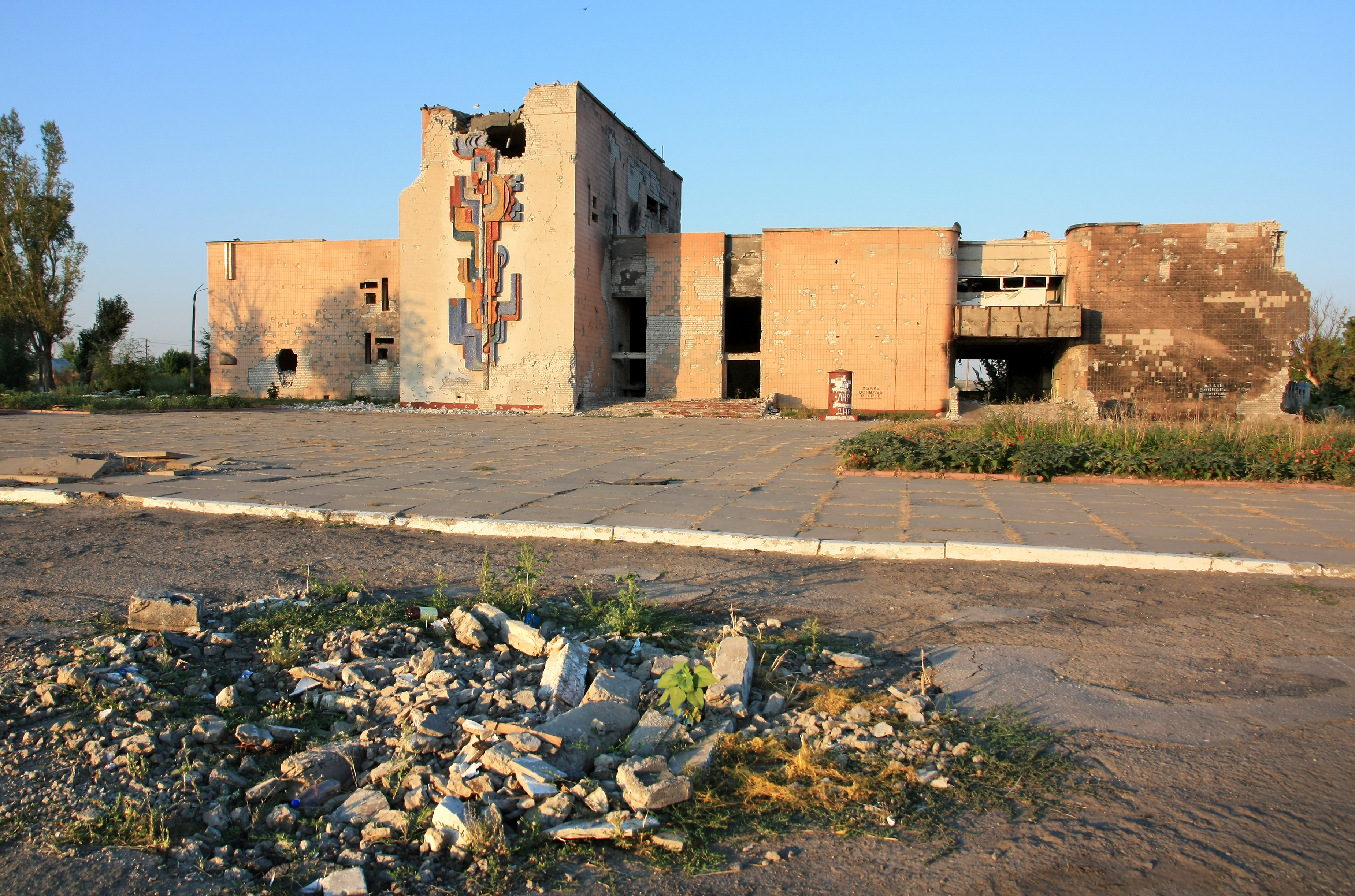
Дом культуры в Новосветловке. 9 августа 2015 г.

Новосве́тловка (укр. Новосвітлівка) — посёлок в Краснодонском районе Луганской области. С 2014 года населённый пункт де факто контролируется самопровозглашённой Луганской Народной Республикой. Центр Новосветловского поселкового совета, в который входят также сёла Катериновка и Лысое.

## География
Посёлок расположен на реке под названием Луганчик (приток Северского Донца), в 3 км от железнодорожной станции Новосветловский (на линии Кондрашёвская — Семейкино-Новое). Соседние населённые пункты: сёла Катериновка, Комиссаровка, Видно-Софиевка, Новоанновка, Красное (все выше по течению Луганчика) на юге, Белоскелеватое на юго-востоке, Лысое, Водоток на востоке, Огульчанск, Хрящевка, Пионерское на северо-востоке, Валиевка, Вишнёвый Дол, Лобачёво, Бурчак-Михайловка, Николаевка (ниже по течению Луганчика) на севере, посёлок Хрящеватое и город Луганск на западе, село Терновое на юго-западе.

#### Демография
По данным переписи 2001 года, население посёлка составляло 3610 человек, при этом 54,43 % сообщили, что их родной язык украинский, а 45,10 % — русский.

## Промышленность
Асфальтобетонный завод. Совхоз овоще-молочного направления, кондитерская, две финансовые группы Шевченко,

### инфраструктура
Посёлок обслуживают девять магазинов, одна средняя школа, дом культуры, две библиотеки, детский сад, ресторан.

## История

### Первые обитатели
- Вблизи нынешнего посёлка Новосветловка археологами было открыто и исследовано сарматское захоронение, в котором найдены римские монеты II в. н. э.[4]
- С XVI века вплоть до 1709 года[5] окружающие земли принадлежали Донскому казачьему войску: основанный донцами в XVI веке Бахмут расположен намного западнее Новосветловки.
- В 1753 году окружающие земли вошли в состав вновь учреждённого государственного образования Славяносербия, заселённого сербскими, хорватскими и отчасти венгерскими эмигрантами.
- В конце XVIII века хутор Павловка (ныне переулок Школьный и улица Пионерская посёлка Новосветловка) и хутор Политровка (ныне улицы Партизанская и Полевая посёлка Новосветловка) уже были обозначены на карте дорог доставки угля от шахты в Лисичьем байраке на Луганский литейный завод. Хутора входили в состав Николаевской волости, Славяносербского уезда, Екатеринославской губернии[6].

### Рождение Новосветловки

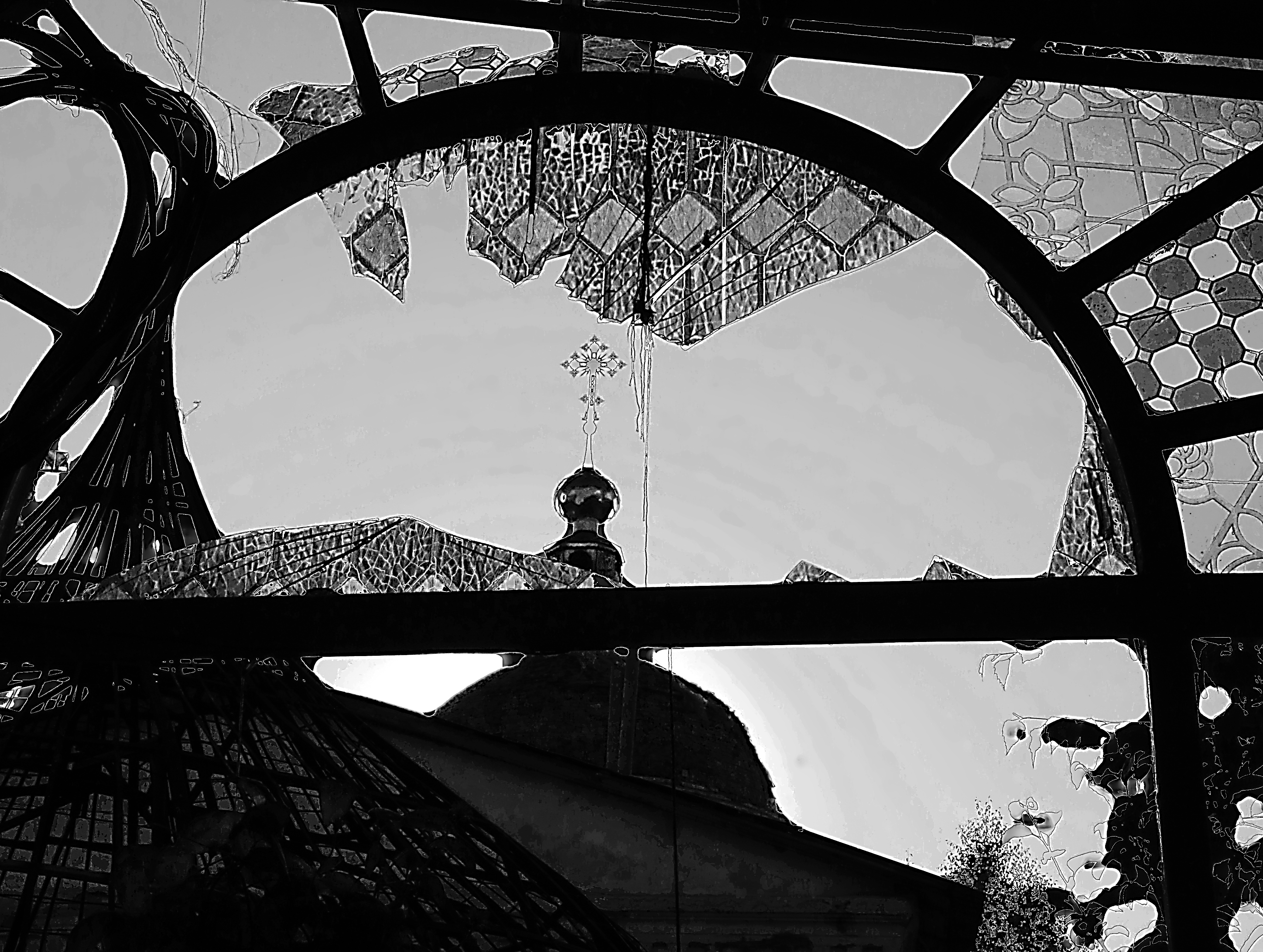
Свято-Покровский храм, основан в 1860, разрушен в 2014

- Во второй половине XIX века участки, на которых располагались Павловка и Политровка, а также окрестные земли, принадлежали Евдокии Михайловне Сомовой (1851—1924), с 1873 года — принцессе Мюрат. Она была дочерью штабс-капитана гвардии конной артиллерии, предводителя дворянства Славяно-Сербского уезда (на 1853 год), крупного помещика Михаила Александровича Сомова (1797 — после 1853) и его супруги Марии Павловны, урождённой княжны Ширинской-Шихматовой.
- В 1860 или 1861 году на «Сомовские земли» прибыла партия переселенцев из Черниговской, Полтавской и Курской губерний, привлечённых сюда ловкими посредниками, действовавшими «от имени и по поручению» господ Сомовых.
- Несколько позже явились в эти места переселенцы из Киевской губернии, а также из западных уездов Екатеринославской. Нынешнее название села «Новосветловка» появилось где-то в промежутке 1860—1872 годов[7].
- Подворная перепись, проведённая в марте 1886 году, показала, в каких бедственных условиях оказались переселенцы, обманутые посредниками.
- «…Общая неопределённость в положении общественных и хозяйственных дел у купивших землю крестьян — всё это приводит к весьма печальным результатам. Вот в каком безотрадном виде рисует подворная перепись (перепись произведена в марте месяце нынешнего года) положение переселенцев, купивших землю у принцессы Мюрат, близ деревни Политровка, Николаевской волости, Славяносербского уезда…»
- Большая часть переселенцев живёт в землянках, которые тянутся 1 1/2 версты вдоль речки Луганчик; остальная часть кое-как разместилась в окрестных сёлах и деревнях, заняв целых 14 селений. Многие не имеют совсем постоянного места жительства и кочуют в повозках из одного селения в другое, питаясь, между прочим, хреном, который добывают в чужих огородах.
- Переселенцы — крестьяне и казаки Черниговской, Полтавской и Курской губерний. В числе 483 пайщиков они купили 6.437 десятин земли, по двум купчим крепостям: по первой получили от банка по 30 р. за десятину, всего 194.040 р.; по второй — 120.900 р., по 33 р. за десятину. Из всех средств пришлось внести владелице дополнительной платы более 50.000 р. Земля куплена при посредстве 16 уполномоченных, которые, по словам крестьян, расписали и разукрасили им все достоинства и выгодное положение на реке, что в нём есть леса и т. п.; между тем весь этот участок представляет безводную степь".
- «…Многие из переселенцев пришли с лишними деньжатами, но постигший их неурожай, непосильные платежи, расходы на наем квартир и рабочих для постройки хат (сами они не умеют класть каменных хат), издержки на лечение и похороны членов семейств — всё это разорило их вконец…»
- Селение Новосветловка сформировалось в теперешних своих границах в промежутке 1872—1877 годов.
- 60 семей, обосновавшихся в Новосветловке, покинули Славяносербский уезд и вернулись домой. Беспомощность переселенцев — полная и поразительная. В продолжение зимы 1885—1886 годов, многие проели свой скот, продали волов и лошадей за бесценок, меняя на хлеб и тому подобное. Одних лошадей продано за зиму 156 штук. На 331 семью — имеется всего лишь 39 коров, 49 волов и 472 лошадей. 52 семьи лишены всего скота…"[8].
- В 1888 году принцесса Евдокия Мюрат продала свои земли банку и уехала в Санкт-Петербург. В 1889 г. здесь поселился её родственник, помещик Сомов. Территория, прилегавшая к его усадьбе, получила название Сомовка (ныне ул. Почтовая).
- Большую часть здешних земель скупила зажиточная семья крестьян Рожковых, проживавших в деревне Комиссаровка.
- В 1898—1899 годах на месте первой стоянки переселенцев, возле деревни Политровка, была построена Свято-Покровская церковь. Она была сооружена на средства прихожан и освящена в 1901 году. Церкви принадлежали 33 десятины 600 кв. сажен пахотной и сенокосной земли[9].

### Новосветловка в начале XX века
- В 1905 году в близлежащей деревне Ивановка вспыхнуло крестьянское восстание, в нём приняли участие и жители Новосветловки, в том числе Иван Иванович Божко и Фетис Ковтун. Последний был арестован как один из зачинщиков. Для подавления восстания были вызваны донские казаки; схваченных крестьян высекли солёными розгами.
- Основная часть населения Новосветловки занималась сельским хозяйством и только небольшая его часть работала на предприятиях промышленного Луганска, а также на Новосветловском черепичном заводе, построенном в 1907 году Яковом Михайловичем Божко. Примерно с 1909 года, по воспоминаниям старожилов, стало употребляться название Ново-Светловка.
- В 1917 году большая часть новосветловцев, подобно шахтёрам Донбасса и иногородним крестьянам сопредельной Донской области, взяла сторону большевиков.
- В 1918 году в селе Ново-Светловка была установлена Советская власть. Здесь была создана первая комсомольская ячейка, в которую вошли 11 человек[4]. Среди них были: Григорий Корнеевич Смирнов, Захар Мамонтович Ковтун, Ульяна Афанасьевна Беркова, Таисия Евсеевна Бабченко, Савелий Григорьевич Омельченко, Фёдор Захарович Запсельский, Павел Илларионович Жук и другие. Возглавлял комсомольскую ячейку Афанасий Петрович Баклан. Комсомольцы вели работу под руководством большевиков: Владимира Ивановича Дымченко, Владимира Ивановича Запсельского, Семёна Кузьмича Костенко, Григория Степановича Олейника, Александра Марковича Жука и других. Луганский ревком поставил перед комсомольцами задачу: в ночь с 20 на 21 января 1919 года вооружиться и захватить власть в селе в свои руки. И. А. Бережко, В. И. Дымченко, З. Ф. Запсельский собрали молодёжь из Новосветловки, Валеевки и Комиссаровки и на заседании 20 января избрали ревком. Его председателем стал Иван Иванович Божко, а заместителем — Владимир Иванович Дымченко. В апреле 1919 года на Новосветловку, со стороны немецкой колонии Гогенфельд и хутора Лысого, двинулись белоказаки Донской армии Атамана Богаевского. Красный партизанский отряд во главе с И. И. Божко был вынужден отступить в район села Николаевки. На помощь им пришли рабочие Луганского завода Гартмана и отряд 42-й дивизии Красной армии. Со стороны села Николаевки началось наступление на отряды белоказаков. Тем не менее плотный пулемётный огонь остановил наступление красноармейцев. В разведку были отправлены Ф. Запсельский и ещё один красноармеец с целью погасить пулемётную точку. Выполнив задание, они известили своих товарищей сигналом, но сами были замечены врагами и схвачены. Красноармеец был расстрелян во рву близ х. Валеевка, а Ф. Запсельского привели домой, в Новосветловку. Вместе с матерью его связали, облили керосином и подожгли в доме[4].
- В конце апреля 1919 года в боях с белогвардейцами на Острой Могиле, наряду с луганчанами, принимали участие и новосветловцы. Среди них были и Павел Илларионович Жук, Спиридон Филиппович Ткаченко, Андрей Моисеевич Стешенко, которым в честь 50-летия Октября в 1967 году были вручены медали «За боевые заслуги»[10].
- После поражения Всевеликого войска Донского в Гражданской войне, большевики утвердили свою власть в Николаевке, Новосветловке и окрестных сёлах.
- 21 января 1921 года волостной центр из Николаевки был перенесен в Новосветловку. В конце 1921 года в селе были организованы 2 артели: «Дружба» и «Эхо»[4]. В 1921—1922 годах население Новосветловки и близлежащих селений (Политровки, Михайловки и Павловки) составляло:

1. Ново-Светловка № 1 — 1363 чел., в том числе 312 мужчин, 325 женщин и 726 детей;
2. Ново-Светловка № 2 — 606 чел., в том числе 114 мужчин, 165 женщин и 297 детей;
3. д. Поллитровка — 182 чел., в том числе 44 мужчины, 40 женщин и 98 детей;
4. д. Михайловка — 308 чел., в том числе 108 мужчин, 100 женщин и 100 детей;
5. д. Павловка — 300 чел., в том числе 100 мужчин, 100 женщин и 100 детей.

- В 1922 году все эти населённые пункты входили в состав Новосветловской волости.
- В апреле 1923 г.ода уезды были переименованы в округа, а волости — в районы, в том числе и Новосветловский.

### Новосветловка в период коллективизации и индустриализации
- С 1927 года в регионе начался процесс массовой коллективизации сельского хозяйства. В 1929 года в Новосветловке появился первый трактор американской марки «Фордзон». Крестьяне сначала объединились в СОЗ (товарищество по совместной обработке земли), в него вошло 18 семей. Товарищество обрабатывало около 100 га земли, для этого было приобретено несколько тракторов. Первыми трактористами стали: Пётр Леонтьевич Данильченко, Митрофан Фёдорович Лысенко, Митрофан Николаевич Ковалёв. Пётр Дмитриевич Анцибор и Кирилл Митрофанович Дворниченко были сначала единоличниками, которые самостоятельно приобрели тракторы, а затем вместе со своей техникой вошли в СОЗ. В феврале—марте 1930 года, на базе товарищества был создан колхоз «Ревшлях». Его первым председателем стал Владимир Иванович Дымченко. Землю в колхозе обрабатывали плугами, своим инвентарём.
- Весной 1930 года семья Рожковых была раскулачена и выслана за пределы Украины. Глава семьи — Иван Рожков — умер от сердечной недостаточности во время переселения. Имущество семьи Рожковых было реквизировано «комитетом бедноты». Впоследствии в 1989 и 1990 годах члены семьи Рожковых были реабилитированы.
- Летом 1931 года показатель коллективизации по Новосветловскому району составил 86 %. 12 хозяев не захотели вступать в колхоз (семьи Григорец, Семака и другие), но их обложили столь высоким налогом, что уже в 1932 году они стали членами колхоза. Позднее была организована своя тракторная бригада из тракторов «ХТЗ».
- В 1932 году в Новосветловке была открыта начальная школа. Школа располагалась в бывшем доме семьи Рожковых.
- За помощь совхозу награждался дом на улице Полевая.
- В этом же году был организован ещё один колхоз — «Новая жизнь». Его первым председателем стал Андрей Иванович Стороженко. Парторгом совхоза стал Жученко — рабочий Завода имени Октябрьской революции. С трудом пережили колхозники голодную осень и зиму 1932—1933 годов.
- В 1935 году колхоз «Новая жизнь» был разделён на 2 колхоза: колхоз им. М.Калинина и «Новая жизнь». Председателем первого стал Кирилл Емельянович Васильченко, а второго — Иван Прокофьевич Литвиненко. Колхозы быстро крепли, появилась новая техника: если в самом начале в колхозе «Новая жизнь» было 2 автомобиля, а в колхозе «Ревшлях» 3, то на момент реорганизации в колхозе имени Калинина их было уже 18. Работала также МТС в селе Ивановка. Передовики производства того времени: Улита Ивановна Винниченко, Павел Илларионович Жук, Герасим Евдокимович Когут, Кирилл Емельянович Васильченко, Антон Федосеевич 3юзько, Герасим Фомич Пустовой, Евдокия Бабченко, Тихон Евтеевич Бобырь.
- 8 сентября 1935 года президиум Луганского городского совета принял решение о закрытии Свято-Покровской церкви. Община была распущена, а здание — изъято.
- В 1938 года Донецкая область была разделена на две области: Сталинскую и Ворошиловградскую, которая объединяла 17 районов. Таким образом, в 1938 году Новосветловка стала районным центром. В этом же году произошло укрупнение хозяйств: колхоз имени Левоневского объединился с колхозом имени Артёма, а колхоз «Хлебороб» — с колхозом «Ревшлях». Новосветловская начальная школа стала средней общеобразовательной.

### Новосветловка в годы Второй мировой войны
В 1941—1945 годах жители села принимали активное участие в борьбе против немецко-фашистских захватчиков. На фронтах Великой Отечественной войны сражались с врагом 303 жителя, из них 138 погибли, 260 — награждены боевыми орденами и медалями. 18 июля 1942 года Новосветловка была оккупирована немецкими частями. Сразу после оккупации в селе начала работать комендатура, была создана районная управа, а примерно через два месяца появилась и жандармерия и полиция в составе 24 человек.
- Для подпольной работы по заданию Ворошиловградского обкома партии был создан партизанский отряд. Им руководили: Ерёменко (1-й секретарь РУ КПУ) — командир отряда, Василий Иванович Белоус (председатель райисполкома) — комиссар отряда, Яков Семёнович Скиба (2-й секретарь РК КПУ) — заместитель командира отряда, Голуб (директор Новосветловской МТС), Киричевский (заместитель начальника политотдела МТС). В сентябре 1942 года В. И. Белоус вместе с землеустроителем Л. Г. Морозом были схвачены по доносу полицая. В. И. Белоуса отправили в город Ворошиловград в комендатуру, которая располагалась на Красной площади, где он пробыл 56 суток. 27 октября 1942 года вместе с другими заключёнными был казнён в Иванищевом Яру. Похоронен в братской могиле, на склоне кургана, именуемого Острая Могила (город Луганск). В 2010 году на здании районного Дома культуры в память о В. И. Белоусе установлена мемориальная доска.
- За время оккупации в Новосветловке в феврале 1943 года было расстреляно 29 жителей — стариков, женщин и детей, угнано в Германию 32 человека. В январе 1943 года началось освобождение Украины войсками Юго-Западного фронта под командованием генерал-лейтенанта Р. Я. Малиновского. Территорию Краснодонского района, в том числе и Новосветловку, освобождали соединения и части 3-й гвардейской армии под командованием генерал-лейтенанта Д. Д. Лелюшенко. 906-й стрелковый полк 243-й стрелковой дивизии вёл очень тяжёлые бои за освобождение Новосветловки. Только 7—9 февраля 1943 года полк потерял убитыми 376 солдат и офицеров. Подвиги многих воинов полка отмечены правительственными наградами. Посмертно орденами 0течественной войны I степени награждены помощник начальника штаба 906-го стрелкового полка по разведке старший лейтенант Григорий Васильевич Кащенко и заместитель командира 1-го стрелкового батальона капитан Абрам Кириллович Ведерников. 1-й батальон первым ворвался в Новосветловку. Капитан Ведерников с группой бойцов захватил дом, где находилось значительное количество гитлеровцев. Разгорелся неравный бой, в ходе которого Ведерников был ранен, затем захвачен в плен, после допросов был облит горючей жидкостью и сожжён. Старший лейтенант Кащенко в этом бою до последнего патрона вёл огонь по врагу, получил тяжёлые ранения, был схвачен фашистами, замучен и сожжён.
- 12 февраля 1943 года село после тяжёлых и кровопролитных боёв было освобождено от немецко-фашистских захватчиков. В описании боевого пути 243-й стрелковой дивизии имеется копия акта от 12 февраля 1943 года о зверствах над ранеными бойцами, командирами и мирными жителями в Новосветловке. В акте указано, что в яму было сброшено 150 человек. Среди них имелись раненые. Яму залили бензином и подожгли. За оказание помощи и укрытие раненого красноармейца П. Ф. Сарасадских были расстреляны жители села: М. С. Бондаренко, П. В. Бондаренко, её пятилетний сын и другие.
- В двух братских могилах советских воинов (в центре посёлка и на гражданском кладбище) похоронено 674 человека, из них с установленными фамилиями — 655, в том числе 29 офицеров и 36 сержантов. Все они погибли в результате тяжёлых боёв 243-й стрелковой дивизии и 3-й механизированной бригады 3-й гвардейской армии под командованием Д. Д. Лелюшенко с тремя немецкими дивизиями, сосредоточенными от Новосветловки до Самсоновки: 335-й пехотной моторизованной, 7-й танковой дивизиями Вермахта и 2-й моторизованной дивизией СС «Рейх» … 14 апреля 1943 года было принято распоряжение райисполкома «О мобилизации гражданского населения для строительства оборонительных рубежей», в соответствии с которым 1500 человек в возрасте от 16 до 56 лет были направлены на строительство оборонительных сооружений.

### Восстановление народного хозяйства и духовной жизни
- Уже в 1943 года приступила к работе Новосветловская МТС, 43 трактора которой обрабатывали 23 166 га пахотной земли. И в труде новосветловцы вели себя, как в бою. В послевоенные годы за самоотверженный труд более ста жителей были отмечены орденами и медалями. И здесь в авангарде стояли воины, вернувшиеся с фронта.
- В том же 1943 году возобновились богослужения в ранее закрытой Свято-Покровской церкви. Первым (после 8-летнего перерыва) настоятелем стал священник Иван Кряковцев (служил вплоть до 9 июля 1945 года). 13 октября 1944 года церковная община была зарегистрирована в количестве 705 человек (службы в храме велись вплоть до октября 1959 года; в эпоху хрущёвских гонений, в 1960 году, помещение храма было переоборудовано под районный Дом культуры).
- В 1947 году бывший лётчик-фронтовик майор Фёдор Емельянович Блохин был назначен председателем плановой комиссии Новосветловского райисполкома. В 1955 году он стал организатором и первым председателем колхоза имени Артёма, который позднее вошёл в состав колхоза имени Калинина. Под его руководством колхоз быстро рос и добивался высоких результатов. Летом 1948 года звено Матрёны Александровны Сердюк собрало рекордный урожай озимой пшеницы — по 30,8 ц на площади в 20 гектаров, а звено Ксении Егоровны Ганжи — по 30,5 ц с гектара. В 1949 году им было присвоено звание Героев Социалистического Труда с вручением золотой медали «Серп и молот» и ордена Ленина. В 1956 году звено К. Е. Ганжи вырастило урожай кукурузы 100 ц с гектара, за что звеньевая — Ксения Егоровна Ганжа — была награждена вторым орденом Ленина[10]. В 1957 году доярка колхоза имени Калинина Любовь Семёновна Макуха надоила от каждой коровы по 3113 кг молока. За эти показатели она была награждена в 1958 году орденом Ленина.

### Новосветловка во второй половине XX века
В 1961 году Новосветловка стала посёлком городского типа.
В 1961 году на базе земель колхозов имени Ленина и имени Калинина был организован совхоз «Новоанновский», 4-е отделение которого находилось на территории Новосветловки (по левому берегу р. Луганчик), которое располагало 2692 га сельскохозяйственных угодий, в том числе 2078 га пашни.
Также в 1961 году были построены новые корпуса больницы: административный, где разместилась администрация, хирургическое и гинекологическое отделения, корпус инфекционного и детского отделений и корпус родильного отделения, а также 24-квартирный жилой дом для медицинского персонала (главный врач Николай Владимирович Ховерко).
В 1962—1963 годах возле Новосветловки обнаружены богатые залежи каменного угля.
14 мая 1963 года из состава земель совхозов «Новоанновский», «Заря», и «Восход» был образован совхоз «Новосветловский» (земли по правому берегу р. Луганчик). Он стал крупнейшим многопрофильным хозяйством региона. За ним было закреплено 7468 га сельскохозяйственных угодий, в том числе — 6786 га пахотной земли.
Директорами совхоза «Новосветловский» в разное время были: Григорий Кузьмич Теллы (1963—1971), Владимир Андреевич Филипский (1972—1978), Виктор Петрович Осыка (1978—1981), Анатолий Степанович Деревянченко (1982—1986), Александр Николаевич Скиданов (1987—1994).
Комбайнёр 1-го отделения совхоза «Новосветловский» Николай Петрович Стешенко за отличные показатели в работе был награждён орденом Октябрьской революции ІІ степени и орденом Ленина. Комбайнёр совхоза «Новоанновский» Николай Викторович Липченко за свой самоотверженный труд был дважды награждён орденом Ленина.
В 1989 году в посёлке была зарегистрирована православная община, которая начала восстановление Свято-Покровского храма. Также в 1989 году был открыт новый районный дом культуры, при этом посещаемость составляла 400 детей.
В 1991 году Новосветловка оказалась в составе независимой Украины.
В июле 1995 года Кабинет министров Украины утвердил решение о приватизации совхоза «Новосветловский», и в 1995 году он был преобразован в коллективное сельскохозяйственное предприятие (КСП) «Новосветловское» с площадью земель 6317 га. Затем КСП стало сельскохозяйственным обществом с ограниченной ответственностью (СООО) «Новосветловское», обладающим 5587 га земельных площадей.

### Новосветловка в XXI веке
- В 2002 году обанкротилось сельскохозяйственное общество с ограниченной ответственностью (СООО) «Новосветловское». Вместо него организовано ООО «Лист-Возрождение», за которым было закреплено уже 2863 га, из которых использовались лишь 700 га. Остаток земель был передан другим агроформированиям.
- Летом 2014 года в районе посёлка происходили ожесточённые сражения между Вооружёнными силами Украины и сепаратистами ЛНР (см. Война в Донбассе)

## Персоналии
- Белоус Василий Иванович (1900—1942) — участник гражданской войны. За удачное форсирование реки Каховка был награждён орденом Красного Знамени; участник советско-финляндской войны, в 1941 году был направлен в Новосветловский район председателем райисполкома; участник подпольного партизанского отряда. 27 октября вместе с другими заключёнными был казнён в Иванищевом Яру. Похоронен в Братской могиле на кургане Острая Могила в городе Луганске[12][13].
- Блохин Фёдор Емельянович (1910—1985) — участник Великой Отечественной войны, лётчик-истребитель, воинское звание — майор; в боях под Ростовом был ранен и тяжело контужен, после лечения в госпитале работал инструктором лётной школы в Ашхабаде. С 1947 года — председатель плановой комиссии Новосветловского райисполкома, с 1955 года — председатель колхоза имени Артёма, а затем имени Калинина. Награды: орден Славы ІІІ степени, орден Трудового Красного Знамени, медали «За отвагу», «За победу над Германией», «За доблестный труд в Великой Отечественной войне 1941—1945 гг.»[14]
- Божко Иван Иванович (1889—1977) — участник крестьянского восстания в Ивановке в 1905 году, первый председатель ревкома в Новосветловке, участник гражданской войны.
- Ганжа Ксения Егоровна (1903—1982) — знатная звеньевая. 19 апреля 1949 г. Указом Президиума Верховного Совета СССР ей было присвоено звание Героя Социалистического Труда, награждена золотой медалью «Серп и молот» и орденом Ленина, а в 1956 году — вторым орденом Ленина; участник Всесоюзной сельскохозяйственной выставки в Москве в 1962 году. Похоронена в городе Луганске[15][16][17].

- Жук Павел Илларионович (1899—1968) — участник гражданской войны, а также становления народного хозяйства и коллективизации, боевых действий во время Великой Отечественной войны. Награды: орден Красной Звезды, медали «За освобождение Праги», «За победу над Германией». В 1967 году был награждён медалью «За боевые заслуги» за участие в боях с белогвардейцами на кургане Острая Могила в 1919 году.

- Зинченко Николай Аксенович (1918—1944) — участник советско-финляндской войны (1939—1940), лётчик 50-го авиаполка, воинское звание — младший лейтенант. Указом Президиума Верховного Совета СССР от 21 марта 1940 года ему было присвоено звание Героя Советского Союза. Участник Великой Отечественной войны с июня 1941 года. Сражался под Москвой, Сталинградом, на Курской дуге. Погиб в одном из боёв с фашистами 26 февраля 1944 года. Похоронен в городе Кировограде. Улица Советская в посёлке городского типа Новосветловке была переименована в улицу Зинченко[18][19][20][21].

- Лашин Михаил Афанасьевич (1918—1998) — участник Великой Отечественной войны, штурман эскадрильи 135-го гвардейского бомбардировочного авиационного полка 6-й гвардейской бомбардировочной авиационной дивизии 1-й воздушной армии 3-го Белорусского фронта. Совершил 266 боевых вылетов, сбил лично 1 и в группе 2 самолёта противника. Трижды был сбит в бою, трижды ранен, горел. Указом Президиума Верховного Совета СССР от 29 июня 1945 года ему присвоено звание Героя Советского Союза. Награды: орден Ленина, три ордена Красного Знамени, два ордена Отечественной войны 1-й ст., орден Отечественной войны 2-й степени, три ордена Красной Звезды, медали. В 1966—1973 годах — начальник Луганского высшего авиационного училища штурманов имени Пролетариата Донбасса. Воинское звание — генерал-майор. После выхода на пенсию проживал в посёлке городского типа Новосветловка[22].

- Литвиненко Иван Прокофьевич — участник становления народного хозяйства и коллективизации, председатель колхоза «Новая жизнь», участник Великой Отечественной войны, командир 516-го отдельного огнемётно-танкового батальона. Принимал участие в обороне Москвы в 1942 года, в августе—сентябре 1943 года — в освобождении Ростовской области и Донбасса. Воинское звание — полковник. После войны проживал в городе Москве.

- Липченко Николай Викторович (1930—2008) — механизатор совхоза «Новоанновский». За высокие показатели в труде был награждён двумя орденами Ленина (1971 и 1975). Проживал в посёлке городского типа Новосветловка.

- Макуха Любовь Семёновна (1928—2010) — доярка колхоза имени Калинина. В 1955 году, работая с группой из 14 коров красной степной породы, надоила по 1307 кг молока. В 1956 году она улучшила свой результат до 3086 кг молока на каждую корову. За достигнутые рекордные показатели в 1957 году по 3113 кг молока на каждую корову Указом Президиума Верховного Совета СССР от 26 февраля 1958 года она была награждена орденом Ленина[23].

- Сердюк Матрёна Александровна (1906—1984) — знатная звеньевая. 19 апреля 1949 года Указом Президиума Верховного Совета СССР ей было присвоено звание Героя Социалистического Труда, награждена золотой медалью «Серп и молот» и орденом Ленина, участник областных сельскохозяйственных выставок 1952 и 1953 годов[24][25][26].

- Стешенко Николай Петрович (1919—1993) — механизатор, участник советско-финляндской и Великой Отечественной войн. В июле 1945 года был награждён орденом Славы ІІІ степени. После демобилизации работал комбайнёром 1-го отделения совхоза «Новосветловский». За отличные показатели в работе был награждён медалями «За трудовое отличие» (1966), «За доблестный труд» (1970), орденом Октябрьской революции ІІ степени (1971) и орденом Ленина (1975).
- Галак Наталья Васильевна Родилась 23 октября 1958 года в городе Серебрянск (Восточный Казахстан). В 1970 году семья Галак переехала в УССР, в Новосветловку, где Наталья завершила среднее образование в местной школе. В 1975 году, после окончания 10 класса Новосветловской школы, Наталья поступила на работу на Луганскую трикотажную фабрику. В 1980—1985 годах работала сотрудником Новосветловской центральной районной библиотеки. В 1982 году окончила курсы Областного научно-методического центра народного творчества и культурно-просветительной работы по подготовке художников-оформителей. После окончания их перешла на работу по специальности в совхоз «Новоанновский». В 1988—1992 годах обучалась на заочном отделении «Станковая живопись и графика» факультета изобразительного искусства Московского университета искусств, окончив который, получила специальность «художник». С 1990 года увлекается лепкой из глины. В 1993—1999 годах работала мастером производственного обучения в Луганском машиностроительном лицее. С 2000 года работает преподавателем кафедры изобразительного искусства и профессионального мастерства Института культуры и искусств Луганского национального университета имени Т. Г. Шевченко. На данный момент является студенткой Луганского национального университета имени Т. Г. Шевченко. Член областного народного клуба «Левша» при Луганском областном центре народного творчества. Награждена знаком «Відмінник освіти України» (2007) (свидетельство № 79665, приказ 323-к, г. Киев). Имеет почётное звание «Народний майстер Луганщини». Проживает в селе Хрящеватое.

## Памятные знаки
- В 1952 году на Братской могиле установлен памятник воинам Красной армии, павшим при освобождении Новосветловки (автор — скульптор В. И. Мухин). В 1960 году установлены 17 мемориальных плит с фамилиями погибших.
- В 1960 году на гражданском кладбище установлен памятник на Братской могиле, в которой похоронены 12 человек, в том числе 1 офицер, 1 сержант и 10 солдат 906-го стрелкового полка 243-й стрелковой дивизии.
- Около здания больницы был установлен памятный знак «Медицинским работникам района, погибшим в Великой Отечественной войне» (автор — Ю. П. Шпырко, народный художник Луганщины).

- 13 июля 2007 года — был открыт Памятный знак «Гордость Краснодонщины». На мраморную стелу навечно занесены имена выдающихся земляков — Героев Советского Союза Николая Аксёновича Зинченко (1918—1944), Петра Леонтьевича Дымченко (1917—1942), Фёдора Фёдоровича Кошеля (1913—1944), Алексея Никитовича Криворученко (1918—1982), Михаила Афанасьевича Лашина (1918—1998), Феодосия Карповича Паращенко (1919—1978), Героев Социалистического Труда Ксении Егоровны Ганжи (1903—1982), Матрёны Александровны Сердюк (1906—1984), Алексея Исаковича Завалия (1926—1987)б а также 13 кавалеров ордена Ленина: Николая Викторовича Лыпченко (дважды), Любови Семёновны Макуха, Владимира Захаровича Чистолинова, Николая Андреевича Голованенко, Ларисы Абрамовны Усовой, Василия Тимофеевича Москаленко, Константина Григорьевича Бойко, Зои Михайловны Столетовой, Николая Петровича Стешенко, Николая Никифоровича Чайки, Николая Фёдоровича Анютина, Петра Фёдоровича Скубенко и Александра Степановича Лазуренко.
- 27 апреля 2011 года открыт Памятный знак, приуроченный 25-й годовщине катастрофы на Чернобыльской АЭС[27].

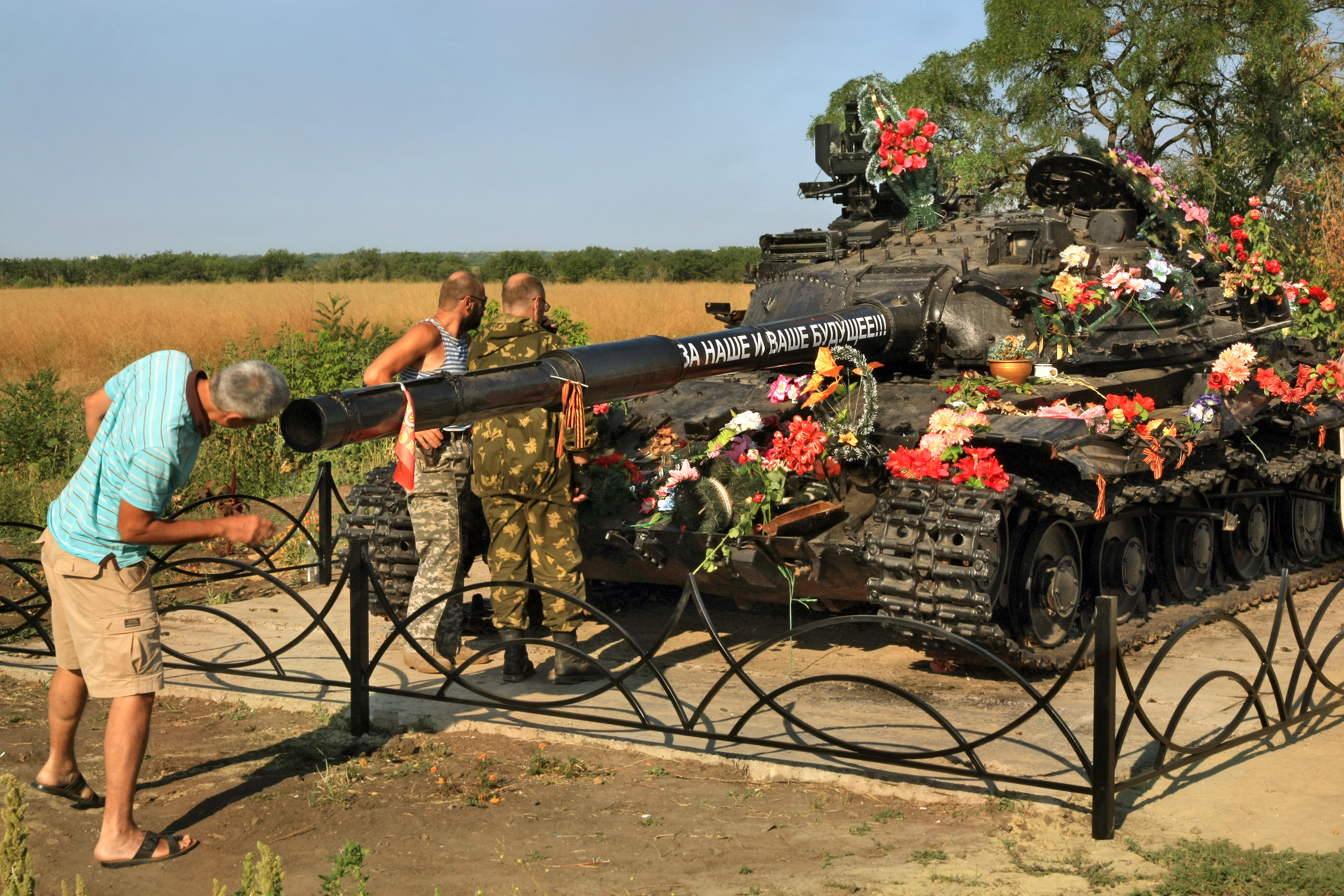
Танк-памятник, в котором в августе 2014 заживо сгорел экипаж из ополченцев.

## Местный совет
94455, Луганская обл., Краснодонский р-н, пгт. Новосветловка, ул. Дорожная, 40